# Скребеличі
Скребе́личі — село в Україні, в Коростенському районі Житомирської області. Входить до складу Овруцької міської громади. Населення становить 305 осіб.

## Історія
У 1906 році село Покалівської волості Овруцького повіту Волинської губернії. Відстань від повітового міста 17 верст, від волості 2. Дворів 78, мешканців 446.
Колишній орган місцевого самоуправління — Покалівська сільська рада.